# Calsphere 2
Calsphere 2 – amerykański wojskowy sztuczny satelita; używany jako cel do kalibracji radarów. Wraz z nim wyniesiono satelity Calsphere 1 i Transit O-1.

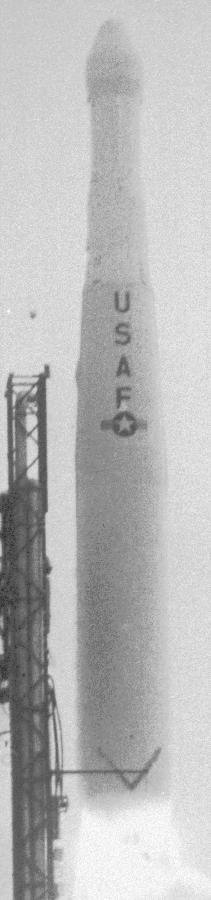
Start rakiety Thor Able Star z satelitami: Transit O-1, Calsphere 1 i 2

Statek pozostaje na orbicie okołoziemskiej, której trwałość szacuje się na 2000 lat.